# 16-й механізований корпус (СРСР)
16-й механізований корпус — військове формування РСЧА в початковий період Німецько-радянської війни. Входив до складу Київського особливого військового округу, Південно-Західного та Південного фронту.

## Історія

### Формування
Корпус почав формуватись в березні 1941 року. До його складу увійшли 15-та і 39-та танкові та 240-ва моторизована дивізії.
15-та танкова дивізія була вилучена зі складу 8-го механізованого корпусу, в складі якого вона була сформована влітку 1940 року. 39-та танкова і 240-ва моторизована дивізії входили до числа новостворених формувань.
Станом на червень 1941 року укомплектованість корпуса танками, тракторами і автомашинами становила менше половини штатної чисельності. Справних танків налічувалось не більше 30%. Згідно з даними Українського музею Другої світової війни в корпусі на початок війни нараховувалось 492 танки. Корпус входив до числа бойових першої черги. Чисельність особового складу на початок війни — 26380 осіб, що становило 73% від штатної.

### Перші дні війни
16-й механізований корпус виступив в райони зосередження о 9-й ранку 22 червня 1941 року. 15-та танкова дивізія вийшла із Станіслава в район Топорівці — Кіцмань. 39-та танкова дивізія здійснила марш з Чернівців до Волоки і Луковиці. 240-ва моторизована дивізія вийшла з Кам'янця-Подільського двома колонами: головні сили — в район Снятина, а 836-й мотострілецький полк — в Станіслав (у резерв армії). Рахуючи те, що дивізія мала обмежену кількість автотранспорту, марш здійснювався пішим порядком. До 16 години 30 хвилин 22 червня полки дивізії вийшли до переправ через Збруч. На ранок 23 червня танкові дивізії корпусу закінчили зосередження у відведених районах.
В ніч на 23 червня командуючий 12-ю армією генерал-майор Понеделін П. Г. підпорядкував 39-ту танкову дивізію командиру 17-го стрілецького корпусу генерал-майору Галаніну І. В. і з ранку 23-го червня танкові полки повели важкі бої на чернівецькому напрямку. До 27 червня положення частин 16-го механізованого корпусу істотно не мінялось.
З 00.05 25 червня 1941 року наказом Ставки ВГК 16-й механізований корпус в повному складі передавався до складу 18-ї армії. Проте передачу вдалось здійснити лише 27 червня. Нове командування підтвердило дислокацію частин корпусу і його основні задачі: підготовка до нанесення контрударів по супротивнику, що вклинився в радянську оборону.
30 червня 1941 року командування Південного фронту ухвалило рішення на відведення правого фланга фронту, який займала 18-та армія. 16-й мехкорпус складав резерв армії і відводився в район Балин — Дунаївці. Відведення військ корпусу за річку Дністер почалось 2 липня 1941 року. З метою маскування, відхід здійснювався двома нічними переходами.
4 липня 1941 року наказом Ставки ВГК корпус був вилучений зі складу Південного фронту. Планувалось передати його до складу Західного фронту для організації потужного угруповання в районі Мозир — Калинковичі — Хойники. Відповідно до директиви начальника Генерального Штабу РСЧА генерала армії Жукова Г. К., 16-й мехкорпус підлягав переведенню в Мозир не пізніше 9 липня комбінованим способом. Проте цей наказ виявився нереальним й так і не був виконаний. Напередодні відправлення корпусу, командування Південного фронту 9 липня 1941 року вилучила зі складу корпусу 39-ту танкову дивізію й включила натомість 44-ту танкову дивізію зі складу 18-го механізованого корпусу.

### Група комдива Соколова
8 липня 1941 року німецькі війська силою до однієї танкової дивізії прорвались до Бердичева і зайняли місто. Командир 16-го мехкорпусу комдив Соколов О. Д. негайно повідомив командувача Південно-Західним фронтом генерал-полковника Кирпоноса М. П. і, отримавши санкцію, почав підпорядковувати собі всі війська в цьому районі. Так виникла група комдива Соколова. До її складу увійшли мотострілецький полк і два танкових батальйони 44-ї танкової дивізії, деякі підрозділи 213-ї моторизованої дивізії, два артдивізіони і загін 15-го механізованого корпусу. З цими силами Соколов вирушив на Бердичів. Командування фронту сподівалось ліквідувати прорив на Бердичів силами групи Соколова, після чого корпус мав продовжувати виконання задачі Ставки ВГК.
Протягом вечора 8 і весь день 9 липня танкові батальйони 44-ї танкової дивізії вели важкі бої з німецькими танками. На ранок 10 липня в район боїв підійшли основні сили 16-го мехкорпусу. Крім того, командування фронту посилило бердичівську групу 3-тю протитанковою артилерійською бригадою. Атаки на місто тривали і 11 липня. Того ж дня рештки 4-го механізованого корпусу відійшли на Янушпіль, тим самим оголивши фланг 16-го мехкорпусу. 12 липня частини 15-ї танкової дивізії відвели від Бердичева, оскільки створювалась загроза флангу і тилу радянських військ.

### Відступ
Намагаючись зберегти боєздатність і цілісність фронту, частини 16-го мехкорпусу повільно відходили на Ружин і Зарудинці.
Станом на 17 липня корпус мав у своєму складі 73 танки, 16 бронемашин, 903 колісних і допоміжних машини. По суті корпус являв собою мотострілецьку дивізію. В районі станції Рось зведений танковий батальйон 44-ї танкової дивізії захопив 650 тон пального, що дозволило продовжити відхід.
24 липня 16-й мехкорпус відходив на оборонний рубіж Старий Животів — Скала — Кожанка. Тоді ж наказом командування з фронту було відкликано найцінніші танкові кадри. В частинах корпуса йшло переформування: бойова техніка зводилась у зведені загони, особовий склад танкових частин відбував у тил. Рештки 44-ї танкової дивізії відправлено до Харкова, 15-ї танкової — до Сталінграду.
16-й мехкорпус перетворився з невеликий загін піхоти з декількома танками. Станом на 31 липня 1941 року в складі корпуса залишилось 5 танків Т-28, 11 бронемашин БА-10 і 1 — БА-20.
Залишки 16-го мехкорпусу в складі групи Понеделіна потрапили в  Уманський котел і загинули на початку серпня 1941 року. Командир корпусу комдив Соколов пораненим потрапив у полон, де й помер від сепсису.

## Склад
- Управління і штаб (в/ч 9413, Кам'янець-Подільський)
- 15-та танкова дивізія (в/ч 6575, Станіслав, Надвірна, Калуш) — командир — полковник Полозков В. І.
- 39-та танкова дивізія (в/ч 4867, Чернівці) — командир — полковник Старков М. В.
- 240-ва моторизована дивізія (в/ч 7990, Кам'янець-Подільський) — командир — полковник Горбенко І. В.
- 19-й мотоциклетний полк (в/ч 9463)
- 546-й окремий батальйон зв'язку (в/ч 9425)
- 78-й окремий мотоінженерний батальйон (в/ч 9458)
- 116-та окрема корпусна авіаескадрилья (в/ч 5611)

## Командування
Командир корпусу:
- комдив Соколов Олександр Дмитрович

Начальник штабу корпусу:
- полковник Берлін Леонід Борисович (до серпня 1941);
- генерал-майор Ноздрунов Михайло Кузьмич (серпень 1941)

Заступник командира з політичної частини:
- бригадний комісар Сергєєв Василь Федорович